# Filip Pavlović (Radsportler)
Filip Pavlović (* 9. Juli 1992) ist ein serbischer Straßenradrennfahrer.
Filip Pavlović wurde 2008 in Subotica serbischer Meister im Einzelzeitfahren der Jugendklasse. Zwei Jahre später gewann er am gleichen Ort den nationalen Meistertitel im Zeitfahren der Juniorenklasse. Von Januar bis Juli 2011 fuhr Filip Pavlović für das serbische Continental Team Partizan Powermove. Bei der serbischen Meisterschaft belegte er den vierten Platz im Einzelzeitfahren.

## Erfolge
2010
- Serbischer Meister Einzelzeitfahren (Junioren)

## Teams
- 2011 Partizan Powermove (bis 31.07.)